# Wirtgen Group
Wirtgen Group er en tysk maskinproducent og producent af entreprenørmaskiner, deres primære fokus er på vejbyggeri. De har 8.500 ansatte, og de omsætter årligt for 3 mia. euro. Wirtgen har fabrikker i Brasilien, Kina og Indien. De har 55 distributions- og servicecentre og over 150 forhandlere. Deres produkter kendes under mærker som: Wirtgen, Vögele, Hamm, Kleemann og
Benninghoven.